# Danh sách khu công nghiệp tỉnh Bắc Ninh
Bắc Ninh hiên nay có 15 khu công nghiệp (KCN) tập trung, 1 khu công nghệ thông tin và hơn 30 cụm công nghiệp. Tổng diện tích 6.847 ha; với tổng diện tích đất công nghiệp được quy hoạch cho thuê 2.138,53 ha, diện tích đã thu hồi 1.682,95 ha, đã cho thuê 1.259,81 ha; tỷ lệ lấp đầy trên diện tích quy hoạch đạt 58,91%; tỷ lệ lấp đầy trên diện tích thu hồi đạt 74,86%.
Các KCN được đầu tư hạ tầng hoàn chỉnh, các hệ thống đường giao thông trong KCN, cấp nước sạch, xử lý nước thải được đầu tư đồng bộ, hiện đại, đạt tiêu chuẩn, các dịch vụ viễn thông, ngân hàng, bảo hiểm... cũng được đưa vào KCN. Một số KCN đã gắn việc đầu tư hạ tầng với xây dựng nhà ở cho người lao động, khu đô thị, khu vui chơi giải trí,... Cùng với đó là sự thông thoáng, nhanh gọn trong giải quyết các thủ tục hành chính, hỗ trợ DN về thông tin, thị trường, làm tốt công tác an ninh - trật tự, liên kết đào tạo nguồn nhân lực có chuyên môn, tay nghề.

## Các khu công nghiệp
1. Khu công nghiệp Tiên Sơn - Quy mô: 410 ha
2. Khu công nghiệp Quế Võ 1[4] - Quy mô: 640 ha
3. Khu công nghiệp Quế Võ 2 - Quy mô: 270 ha
4. Khu công nghiệp Quế Võ 3 - Quy mô: 521,7 ha
5. Khu công nghiệp Yên Phong 1[5] - Quy mô: 651 ha
6. Khu công nghiệp Yên Phong 2 - Quy mô: 1200 ha
7. Khu công nghiệp Đại Đồng – Hoàn Sơn - Quy mô: 572 ha
8. Khu công nghiệp HANAKA - Quy mô: 74 ha
9. Khu công nghiệp Nam Sơn - Hạp Lĩnh - Quy mô: 1000 ha
10. Khu công nghiệp Thuận Thành 1 - Quy mô: 200 ha
11. Khu công nghiệp Thuận Thành 2 - Quy mô: 240 ha
12. Khu công nghiệp Thuận Thành 3 - Quy mô: Tổng diện tích quy hoạch là 10.000 ha Lớn nhất cả nước
13. Khu công nghiệp Gia Bình - Quy mô: 300 ha
14. Khu công nghiệp Gia Bình 2
15. Khu công nghiệp Việt Nam - Singapore (VSIP)[6] - Quy mô: 700 ha là hợp tác của Chính phủ Việt Nam và Chính phủ Singapore

- Trong tương lai sẽ có thêm hai KCN tập trung tại khu vực xã Ngũ Thái và xã Nguyệt Đức thuộc thị xã Thuận Thành và khu vực xã Vạn Ninh thuộc huyện Gia Bình với tổng diện tích là 500,0 ha.

Tổng diện tích quy hoạch là 9070,7Ha chiếm khoảng 11% diện tích cả tỉnh (chưa bao gồm các cụm công nghiệp). Hiện nay, diện tích các khu công nghiệp khoảng 6.847Ha tương đương 8,32% diện tích cả tỉnh (chưa tính các cụm công nghiệp)

## Khu công nghệ thông tin
- Khu công nghệ thông tin Bắc Ninh[7] - Quy mô: Dự kiến khoảng 262ha tại huyện Tiên Du và thành phố Bắc Ninh, được xây dựng đồng bộ với việc thu hút kết nối các trường đại học, các cơ sở đào tạo về công nghệ thông tin, điện tử viễn thông để hình thành hệ sinh thái nghiên cứu phát triển và sản xuất, kinh doanh, từng bước xây dựng không gian phát triển mới bền vững, có hiệu quả sử dụng đất cao.

Bên cạnh đó, tỉnh cũng chú trọng thúc đẩy phát triển hạ tầng thông tin truyền thông nhằm đẩy nhanh chuyển đổi số toàn diện trên cả 3 trụ cột: chính quyền số, kinh tế số và xã hội số. Phát triển nền tảng số là giải pháp đột phá, thể chế và công nghệ là động lực, người dân và doanh nghiệp làm trung tâm, bảo đảm an toàn, an ninh mạng là then chốt.
Phổ cập mạng di động 4G/5G trên toàn tỉnh; dự kiến xây mới khoảng 5.500 trạm thông tin di động 5G; tỷ lệ hộ gia đình sử dụng Internet cáp quang đạt 100%; tỷ lệ dân số sử dụng điện thoại thông minh đạt trên 85% nhằm đáp ứng mọi nhu cầu kết nối và xử lý dữ liệu.
Phát triển hạ tầng bưu chính số đồng bộ, hiện đại với tốc độ tăng trưởng các dịch vụ thương mại điện tử và logistics đạt bình quân 20 - 30%/năm.
Hoàn thành chuyển đổi số các cơ quan báo chí nòng cốt theo mô hình tòa soạn hội tụ, cơ quan truyền thông đa phương tiện; 100% hệ thống thông tin cơ sở ứng dụng công nghệ thông tin, công nghệ số; 100% đài truyền thanh cơ sở ứng dụng công nghệ thông tin - viễn thông; 100% cơ quan hành chính Nhà nước sử dụng Cổng/Trang thông tin điện tử và mạng xã hội để thực hiện tuyên truyền, phổ biến, cung cấp thông tin.
Các công trình bao gồm một toà nhà điều hành trung tâm 11 tầng, khu thương mại – dịch vụ – triển lãm, các tòa nhà làm việc 5 tầng, khu nghiên cứu và phát triển công nghệ thông tin (CNTT), khu nhà cao cấp cho các chuyên gia và hệ thống CNTT hiện đại bậc nhất Việt Nam. Cùng với Khu Công nghệ cao Thành phố Hồ Chí Minh và Hà Nội tạo thành ba khu công nghệ cao trọng điểm của đất nước.

## Các cụm công nghiệp
- Cụm công nghiệp Đình Bảng
- Cụm công nghiệp Hà Mãn-Trí Quả
- Cụm công nghiệp Phong Khê
- Cụm công nghiệp Đông Thọ
- Cụm công nghiệp Xuân Lâm
- Cụm công nghiệp Võ Cường
- Cụm công nghiệp Thanh Khương
- Cụm công nghiệp Tân Hồng
- Cụm công nghiệp Đồng Quang
- Cụm công nghiệp Châu Khê
- Cụm công nghiệp Táo Đôi - Lương Tài
- Cụm công nghiệp Phú Lâm (Tiên Du)